# Megastethodon chrysops
Megastethodon chrysops är en insektsart som beskrevs av Jacobi 1921. Megastethodon chrysops ingår i släktet Megastethodon och familjen spottstritar. Inga underarter finns listade i Catalogue of Life.